# Parque eólico Ucuquer
El Parque eólico Ucuquer es una agrupación de aerogeneradores en la comuna de Litueche, región de O'Higgins, Chile, perteneciente a la empresa Inversiones Rapel S.A. Se emplaza en colinas de la cordillera de la Costa cercanas al río Rapel, en el sector de Matancilla.
El proyecto se llevó a cabo en dos fases, con un costo total de 36 millones de dólares, se terminó en agosto de 2015. La fase 1 se inició el 17 de octubre de 2011 y las operaciones iniciaron el 4 de octubre de 2012, lo que requirió de 15 millones de dólares de inversión. La fase 2 supuso la instalación de turbinas de viento de ultra baja velocidad, fabricadas y operadas por el fabricante chino Envision. Además, en esta etapa se contempló la construcción de una subestación eléctrica de 110 kV y la implementación del posteado aéreo que la conecta con la subestación Quelentaro al interior del predio de la Central Rapel, a través de la cual el parque inyecta energía eléctrica al Sistema Interconectado Central. Se espera que tenga una vida útil de 30 años de operación.